# 前田玄造
前田　玄造（まえだ げんぞう、1831年 － 1906年）は、幕末・明治時代の医師、写真家。

## 経歴
福岡藩主黒田長溥から、長崎で医学と共に写真術の習得を命ぜられる。長崎海軍伝習所の教師を務めていたヤン・カレル・ファン・デン・ブルークやヨハネス・ポンペ・ファン・メーデルフォールトから医学を学ぶと共に写真術を研究したが、両者とも写真の専門家ではないため、写真撮影自体は成功しなかった。とは言うものの、彼らが写真湿板の原理を教えたことは事実で、前田の他、古川俊平（福岡藩）、河野禎造（福岡藩）、上野彦馬、堀江鍬次郎らが教えを受けている。
1859年、スイス人でプロの写真家であるピエール・ロシエがネグレッティ&ザンブラ社（Negretti and Zambra）の特派員として長崎を訪れた。前田は、ロシエを手伝い、写真術をさらに学ぶように指示された。前田は数人の学生と共に、長崎周辺を案内し、ロシエは寺院、乞食、相撲の観客、外国人居留地、さらにアレクサンダー・フォン・シーボルトと侍の写真を撮影した。
ロシエはポンペが写真撮影に成功しなかったのは、必要な化学品が不足しているためと考えた。このためロシエは写真機材と化学品を上海から購入できるよう、依頼状を前田に書いて渡した。前田と古川はロシエを通じてレンズ、化学品、アルバム用紙を購入し、これらを使用して1860年10月28日に写真撮影に成功した。